# Amélie Riffault
Pour les articles homonymes, voir Riffault et Tonnellé.
Amélie Riffault, épouse Tonnellé, née à Blois le 12 octobre 1810 et morte le 13 mai 1862 à Saint-Cyr-sur-Loire, est la fondatrice de plusieurs institutions charitables, et est à l'origine de la maison des apprentis Alfred Tonnellé à Tours.

## Biographie

### Origines et vie familiale
Pauline Angélique Amélie Riffault est la fille de Marie Anne Angélique Poulvé, d'origine blésoise et de François Paul Riffault, praticien à Blois et nait à Blois le 12 octobre 1810.   
Elle épouse Louis Tonnellé, docteur et directeur de l'École de médecine et de pharmacie de Tours, le 7 février 1831 et donne naissance à Alfred Tonnellé, le 5 décembre 1831 à Tours. Ce dernier meurt de la fièvre typhoïde, le 14 octobre 1858 à Saint-Cyr-sur-Loire,. Amélie Riffault meurt le 13 mai 1862 à l’âge de 51 ans, à Saint-Cyr-sur-Loire, à la Galanderie, rebaptisée par la suite, Villa Sainte-Marie.   

### Fondation de la maison des Apprentis Alfred Tonnellé
En plus de différentes autres institutions, Amélie Riffault initie, en mémoire de son fils, la fondation de la maison des Apprentis Tonnellé : elle lègue à la ville de Tours par testament olographe du 22 février 1862,, sa propriété des Fontaines avec toutes les fermes et bois qui en dépendent, à la condition expresse que la ville fonde à Saint-Cyr, sur un terrain qu'Amélie Riffault lui lègue également, une maison d'apprentis qui portera le nom d'Alfred Tonnellé. Selon ses vœux, y seront reçus, le temps de leur apprentissage en ville, de jeunes garçons à qui seront assurés « le logement, la nourriture, le vêtement ainsi qu'une éducation morale et religieuse ». L'institution devra être dirigée par un ecclésiastique et les soins intérieurs seront confiés à des Sœurs de Saint-Vincent-de-Paul. Après acceptation par la ville de Tours, la construction commence en 1866 et s'achève en 1868, année où l'institution entre en fonction dès septembre.
En 1968, l'établissement est fermé par le maire de Tours pour cause de vétusté. Après des travaux de rénovation, les bâtiments accueillent en 1973 un centre de formation d’apprentis (CFA), géré par l’Association formation professionnelle de la ville de Tours (dont le siège se situe 8 bis rue Fromont à Tours). Entre 1996 et 2003, l'ensemble du CFA déménage à Tours-nord et prend le nom de CFA des Douets,,.

## Mémoire et valorisation contemporaine
Amélie Riffault fait partie des femmes mises en lumière par le projet Les Illustres inconnues de Touraine, contribuant à améliorer la visibilité des femmes tourangelles ayant marqué l’histoire locale ou nationale dans Wikipédia. Ce projet initié en 2020 par Osez le féminisme 37 et porté par les Archives départementales d'Indre-et-Loire a obtenu le soutien de la Ville de Tours et de l’université de Tours. Il a réuni différents acteurs (HF Centre Val de Loire, Bibliothèque municipale de Tours, association La FUN) et a donné lieu à une série d’actions :
- des editathons avec la création de notices biographiques sur Wikipédia ;
- une exposition grâce aux illustrations réalisées par Audrey Silva et au travail biographique collectif  ;
- la création d’un jeu de plateau pédagogique : Qui sont-elles ? Les Illustres inconnues de Touraine, illustré et fabriqué par Mary Christides.